# Idegölő
Az Idegölő című 2006-os magyar–görög koprodukciós filmvígjáték forgatókönyvírója és rendezője Fonyó Gergely. A főbb szerepekben Gesztesi Károly, Jannisz Zounagelisz, Natalia Dragoumi, Csányi Sándor és Molnár Piroska látható. A filmet Rodosz szigetén forgatták.
A 2006 novemberében bemutatott film mind kritikai, mind kereskedelmi szempontból egyértelműen csalódás volt.

## Cselekmény
Keszeg (Gesztesi Károly) a közép-európai régió legprofibb bérgyilkosával: hideg, érzelemmentes, kíméletlen és rettenetesen fáj a foga. Mindez egy rutinmunka kellős közepén Rodoszon, ahol kénytelen felkeresni a térség legvacakabb fogorvosát, Jorgoszt (Jannisz Zounagelisz), aminek beláthatatlan következményei lesznek. Bizonyos okoknál fogva a legtöbb emberben felmerült már a gondolat, hogy megöli a fogorvosát. Nincs ezzel másként Keszeg sem, annál is inkább, mert a gyökérkezelés alatt rádöbben, hogy Jorgosz nem más, mint a célszemély, akit el kell takarítania az útból. Ez kezdetben nem tűnik olyan bonyolultnak, hiszen a szerelmi csalódástól sújtott Jorgosztól amúgy sem áll távol a halál gondolata, úgyhogy csak egy kis biztatásra volna szüksége, hogy a sete-suta öngyilkossági kísérletei ne végződjenek mindig kudarccal. De a sors közbeszól egy csinos rendőrnő, egy elégedetlen feleség, egy pénzéhes színházrendező, egy kíváncsi hotelportás, és egy aggódó mama személyében, és rendesen összegubancolja a szálakat.

## Szereplők
- Keszeg – Gesztesi Károly
- Jorgosz – Jannisz Zounagelisz
- Mama – Molnár Piroska
- gázszerelő – Csányi Sándor
- Christine – Natalia Dragoumi
- rendőrfőnök – Sakisz Boulasz
- súgó – Kovács István

## Fogadtatás
A filmet egyértelműen negatív kritikák fogadták. A kritikusok sok esetben a humor hiányát és a film forgatókönyvének összecsapottságát rótták fel. A Port.hu kritikája szerint "Sikerült e szigetet úgy helyszínként felhasználni (ha ez volt a cél, akkor dicséret érte Márton Balázs operatőrnek), hogy az gyakorlatilag bármelyik mediterrán táj lehetne. Sőt, hogy mit ne mondjak, Szentendre. Az aquincumi amfiteátrum. Napfényes időben. A tömegturizmus szentélyeiként hirdetett üdülőszállodák pedig szerte a világon, mindenhol ugyanolyanok."